# Hemigraphis mediocris
Hemigraphis mediocris är en akantusväxtart som beskrevs av Cornelis Eliza Bertus Bremekamp. Hemigraphis mediocris ingår i släktet Hemigraphis och familjen akantusväxter. Inga underarter finns listade i Catalogue of Life.